# Große Wachsblume
Die Große Wachsblume (Cerinthe major) ist eine Pflanzenart aus der Gattung der Wachsblumen (Cerinthe) in der Unterfamilie der Boraginoideae innerhalb der Familie der Raublattgewächse (Boraginaceae).

## Beschreibung

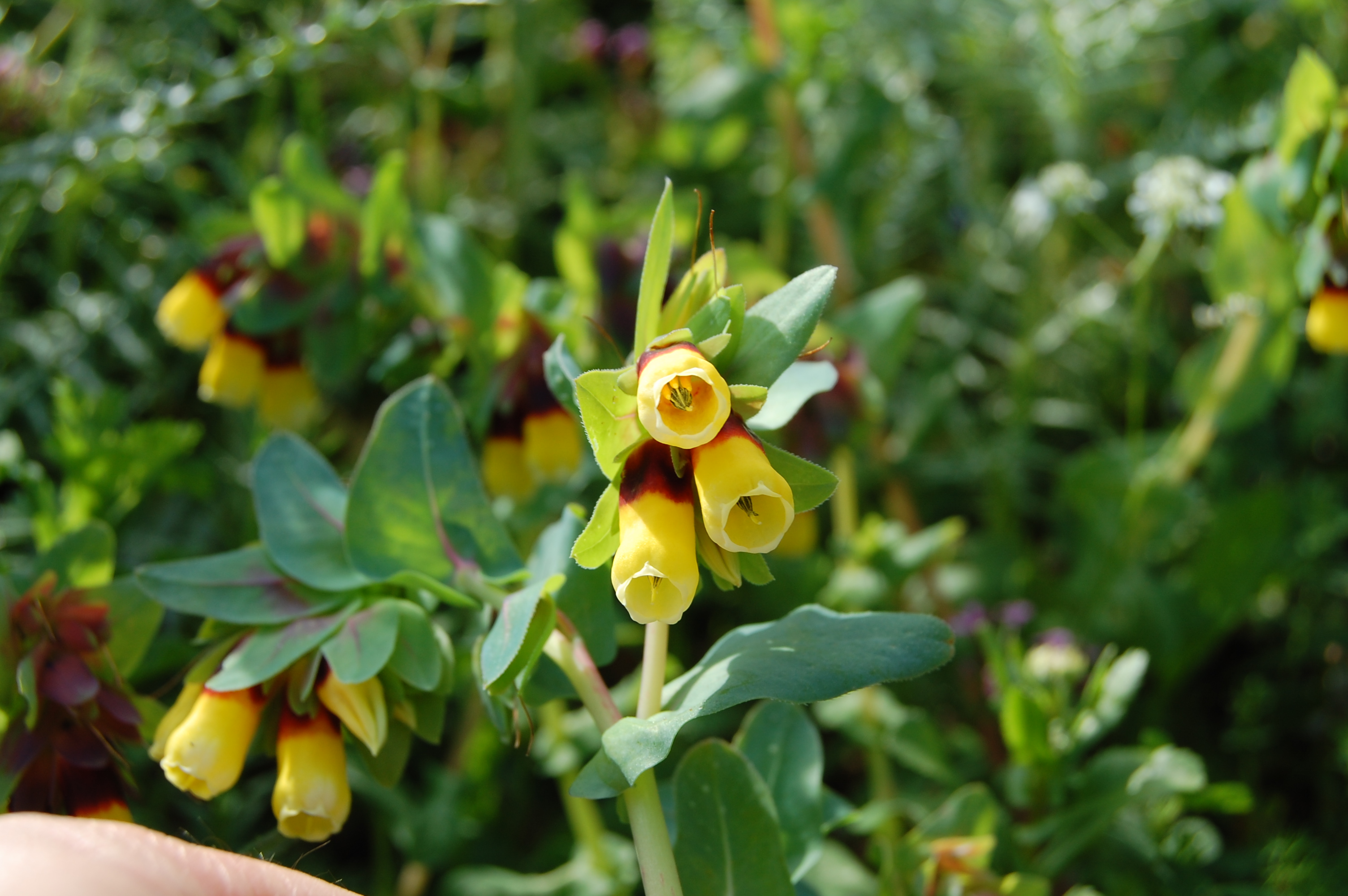
Blütenstand

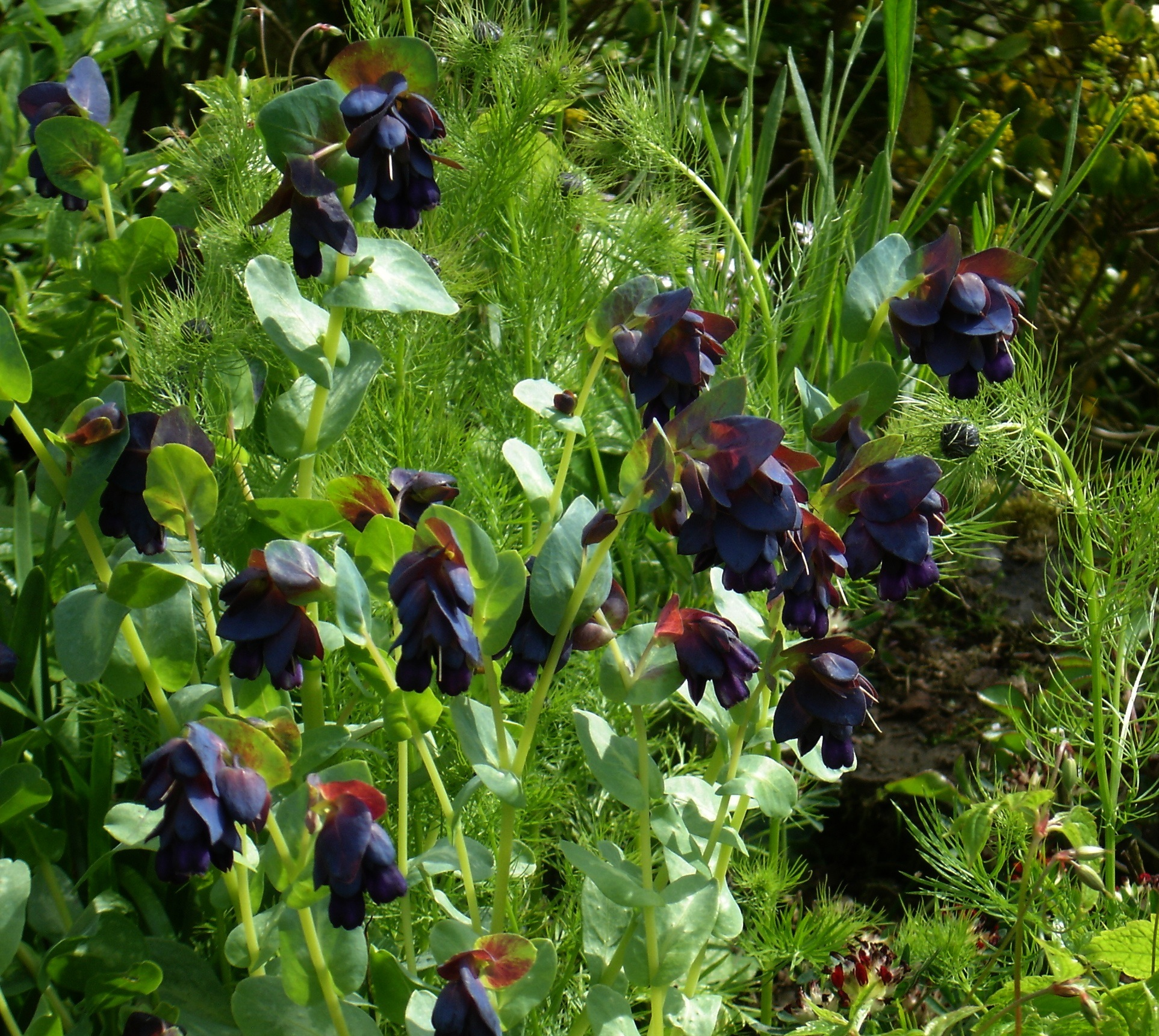
Cerinthe major var. purpurascens

Die Große Wachsblume ist eine blaugrüne, fast ganz kahle, einjährige Pflanze, die 15–60 Zentimeter hoch wird. Die unteren Blätter sind spatelig, oft weiß gefleckt, am Rand fein borstig bewimpert. Die oberen Blätter sind sitzend und den Stängel pfeil- bis herzförmig umfassend. Der wickelige Blütenstand ist meist nickend. Die Tragblätter im Blütenstand sind meist rotviolett überlaufen; sie sind so lang wie der Kelch oder länger. Die zylindrische Blütenkrone mit ihrer geraden, meist nach unten gerichteten Röhre hat sehr kleine zurückgebogene Zipfel. Sie ist gelb, am Grunde oft violett oder ganz violett. Sie ist 3 Zentimeter lang und 5–8 Millimeter breit. Sie ist damit mehr als doppelt so lang wie der Kelch mit ungleichen, bewimperten Zipfeln. Der Fruchtknoten ist oberständig mit einem langen vorstehenden und schlanken Griffel. Die freien Staubblätter mit spitzen Antheren sind eingeschlossen und an der Spitze zusammenstehend.
Die Blütezeit liegt zwischen März und Juni. Es werden meist zwei verwachsene Klausen gebildet.
Die Chromosomenzahl beträgt 2n = 16.

## Vorkommen
Die Große Wachsblume kommt im Mittelmeergebiet von Marokko bis Libyen und von Portugal bis Griechenland, der Türkei, dem Gebiet von Israel, Jordanien, Libanon und Syrien und auf der Krim vor. Sie gedeiht auf Kulturland und Brachland oder an Wegrändern.

## Taxonomie
Die Große Wachsblume wurde von Carl von Linné mit dem Namen Cerinthe major in Sp. Pl.: 136, 1753 erstbeschrieben. Synonyme für die Art sind Cerinthe aspera Roth, Cerinthe major subsp. purpurascens (Boiss.) Selvi & L.Cecchi und Cerinthe major var. purpurascens Boiss.

## Nutzung

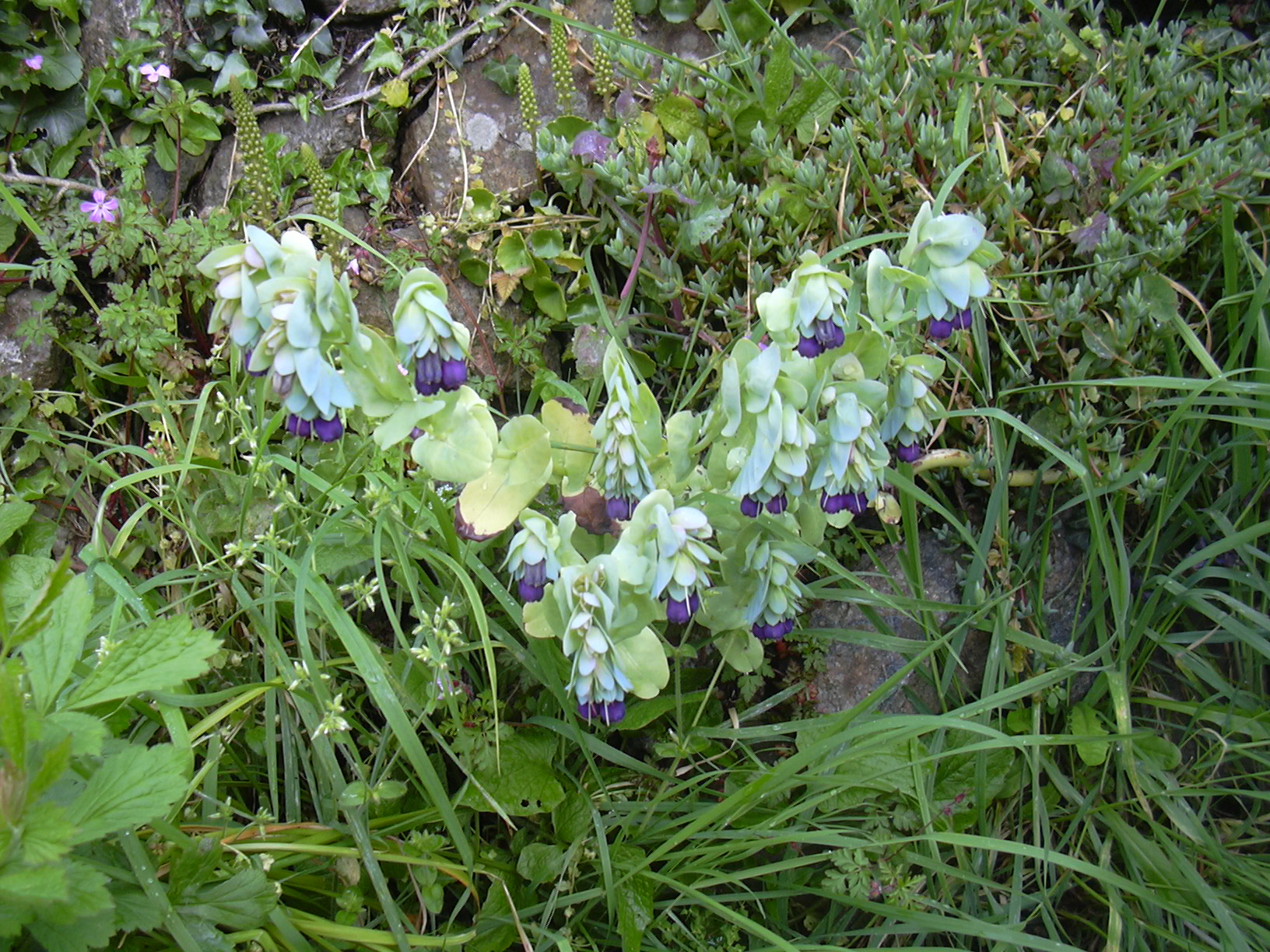
Die Sorte Cerinthe major 'Purpurascens'

Die Große Wachsblume mit violetten Blüten wird als Varietät (Cerinthe major var. purpurascens Boiss.), Unterart (Cerinthe major subsp. purpurascens (Boiss.) Selvi & L.Cecchi) oder mindestens unter den Zierpflanzen als Sorte  'Purpurascens' eingestuft. 